# بازگشت قهرمان (فیلم ۲۰۱۸)
بازگشت قهرمان (به انگلیسی: Return of the Hero) فیلمی محصول سال ۲۰۱۸ و به کارگردانی لوران تیرار است. در این فیلم بازیگرانی همچون ژان دوژاردن، ملانی لوران، نوئمی مرلان، فئودور آتکین و لوران باتو ایفای نقش کرده‌اند.